# Henry Willis
Henry Willis, conosciuto anche come "Father" Willis (Londra, 27 aprile 1821 – Londra, 11 febbraio 1901), è stato un organista e organaro inglese, considerato il principale costruttore di organi dell'era vittoriana. La sua compagnia Henry Willis & Sons è ancora in attività.

## Biografia
Willis nacque a Londra, figlio di un costruttore del nord di Londra e con George Cooper, in seguito sub-organista della Cattedrale di San Paolo, imparò a suonare l'organo con l'aiuto di Thomas Attwood, organista di San Paolo. Nel 1835 Willis fece tirocinio per sette anni presso il costruttore di organi John Gray (in seguito Gray e Davison). Durante questo periodo inventato gli accoppiatori manuali e a pedale che usò per tutto il resto della sua carriera.
Dopo il suo apprendistato lavorò per tre anni a Cheltenham, assistendo un produttore di strumenti, W.E. Evans, specializzato in strumenti ad ancia libera. Willis in seguito attribuì a questa esperienza la sua abilità personale nel sonorizzare le ance. Willis incontrò Samuel Sebastian Wesley a Cheltenham e questo portò alla ricostruzione dell'organo della Cattedrale di Gloucester nel 1847. Willis era diventato un costruttore di organi indipendente e commentò: "Fu il mio trampolino di lancio per la fama... Ricevetti £ 400 per il lavoro ed ero abbastanza presuntuoso da sposarmi".

## Famiglia
Nacque da Henry Willis (1792–1872) ed Elisabetta. Sposò Esther Maria Chatterton il 7 aprile 1847 nella chiesa di Sant'Andrea, a Holborn, ed ebbero i seguenti figli:
- Vincent Willis (1848–1928)
- Edith Willis (1850–1947)
- Enrico Willis II (1852–1927)
- Kate Willis (1853–1927)
- Mary Willis (1859–1952)

Esther morì nel 1893 e il 7 agosto 1894 sposò Rosetta Chatterton (1831–1912) nella chiesa di San Tommaso, a Camden Town.

## Crescita della sua reputazione

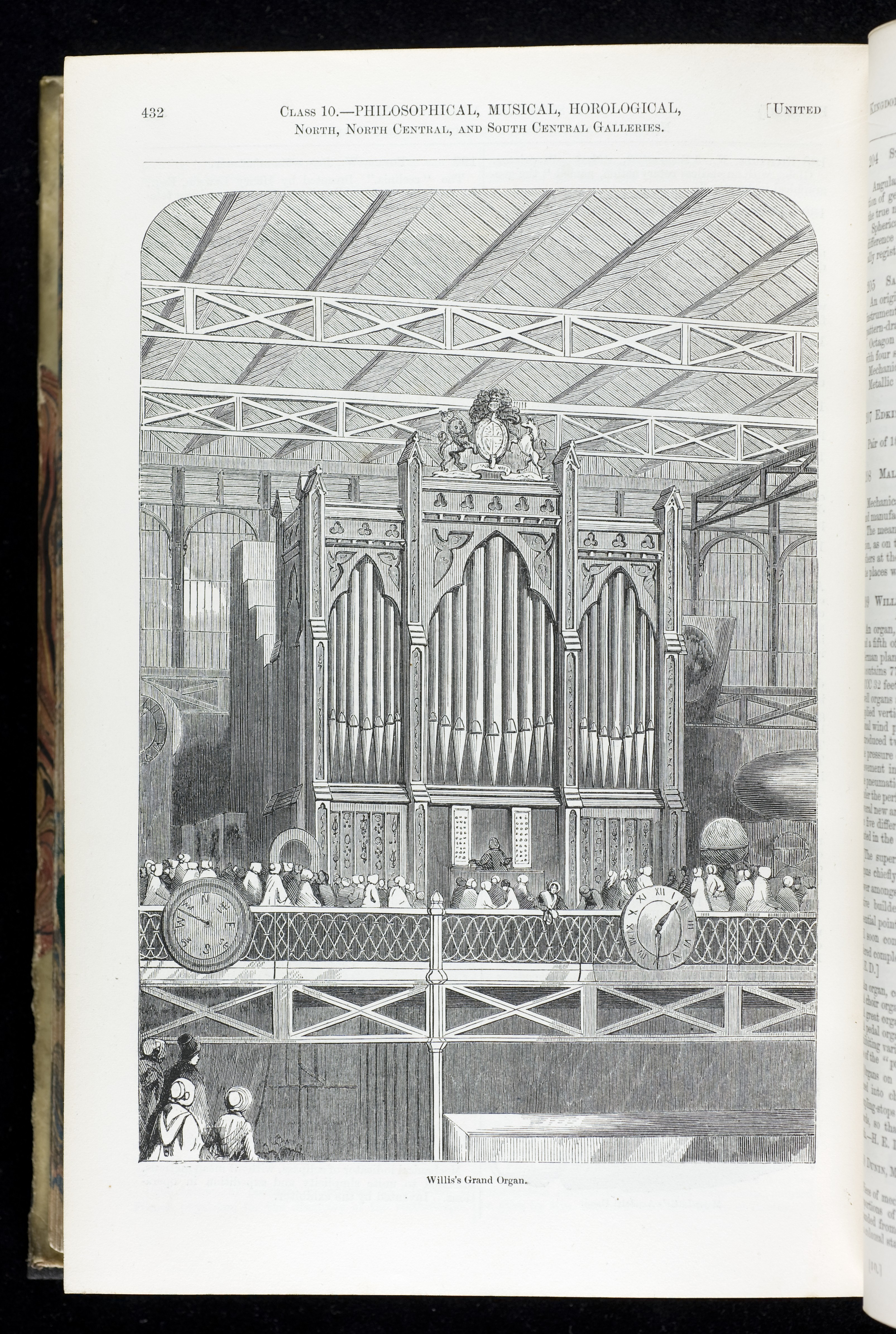
L'organo Willis alla Grande Esposizione del 1851

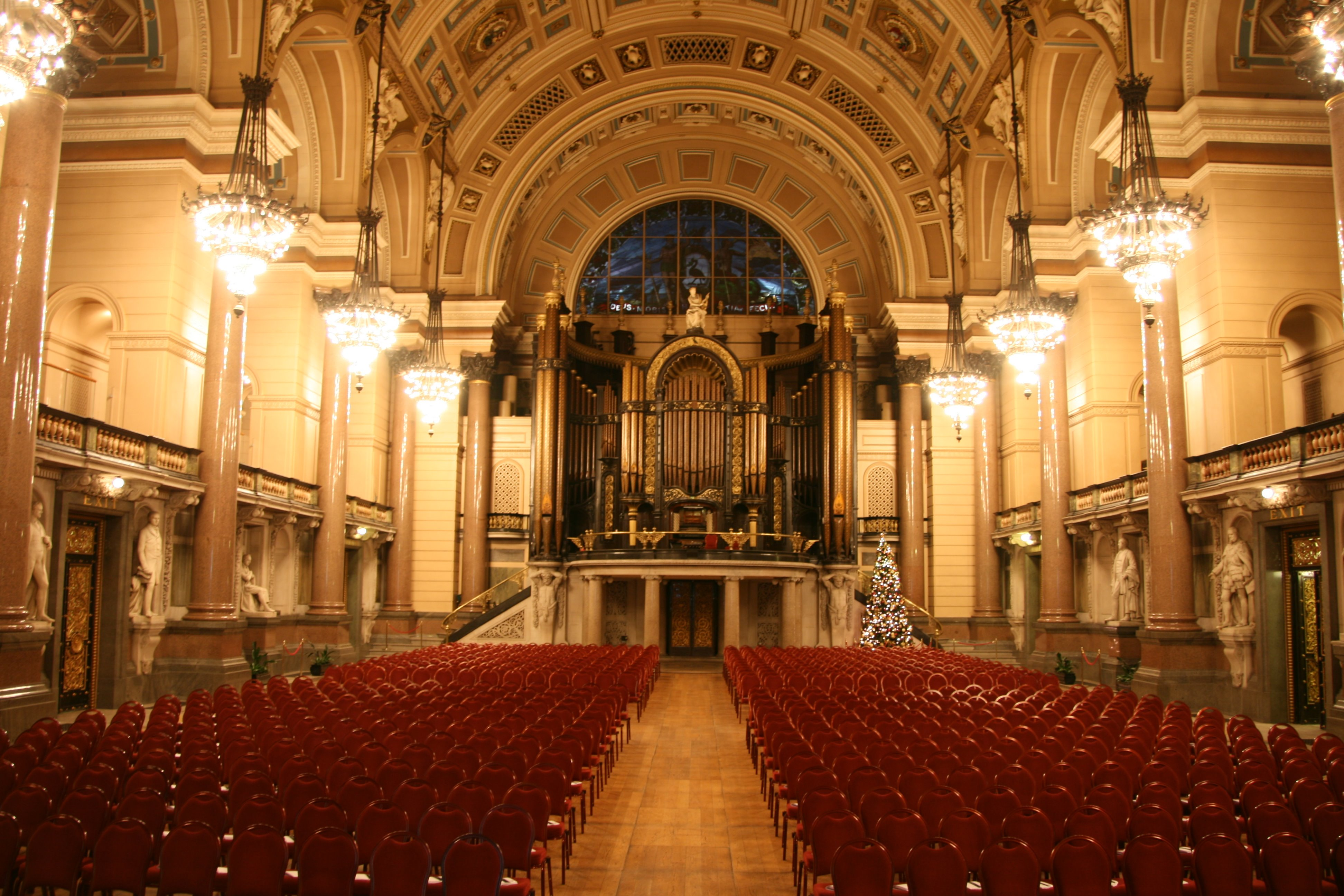
L'organo Willis della St George's Hall, Liverpool

Per la Grande esibizione del 1851 Willis fece erigere il più grande degli organi esposti con 70 registri musicali senza precedenti. Introdusse diverse nuove funzionalità, che ebbero un effetto molto importante sulla progettazione degli organi. I pulsanti del pistone furono inseriti tra le tastiere per consentire la selezione automatica dei blocchi di "registri" e fu utilizzata la leva servo azionante Barker per superare i vincoli delle bielle del sistema di trasmissione per uno strumento di tali dimensioni e complessità. Terminata la mostra, lo strumento fu eretto in forma ridotta presso la Cattedrale di Winchester dove nel 1854 ora aveva 49 registri musicali su quattro tastiere e pedaliere e la prima pedaliera concava e radiante. Questa pedaliera fu un'idea congiunta di Willis e Samuel Sebastian Wesley con il quale Willis collaborò al suo successivo grande organo di 100 registri alla Saint George's Hall di Liverpool nel 1855.

## Il principale costruttore di organi vittoriano
L'organo dell'Esposizione aveva portato al contratto per la St George's Hall di Liverpool, dove le esecuzioni virtuosiche di William Thomas Best attiravano folle di persone e diffondevano ulteriormente la fama di Willis come costruttore. In una lunga carriera che si estende fino alla fine del XIX secolo, Willis successivamente costruì gli organi presso l'Alexandra Palace, la Royal Albert Hall e la Cattedrale di San Paolo. Tra i circa 1.000 altri organi che costruì o ricostruì c'erano gli strumenti della cattedrale di Canterbury, Carlisle, Coventry, Durham, Edimburgo (St Mary's Episcopal Cathedral), Exeter, Glasgow (The High Kirk of Glasgow), Gloucester, Hereford, Lincoln , St David's, Salisbury, Truro, Wells e Winchester. Ci furono inoltre un gran numero di organi da concerto e da chiesa parrocchiale degni di nota, tra cui l'organo del Castello di Windsor nella St George's Hall, tristemente distrutto da un incendio nel 1992.
L'ultimo strumento importante che supervisionò personalmente fu al St. Bees Priory nel 1899, che accordò lui stesso, anche se si avvicinava al suo 80º anno.

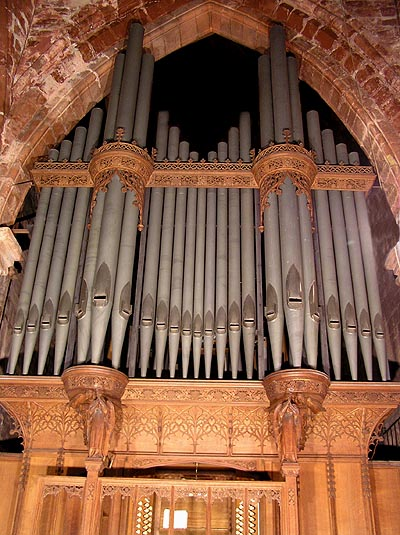
L'organo di St Bees Priory, costruito nel 1899

## Organista
Willis ebbe una serie di incarichi come organista. Nel 1835 divenne organista della Christ Church Hoxton e poi di Saint John-a-Hampstead da prima della metà del 1852, in seguito alla Christ Church, a Hampstead dal 1852 al 1859, dove aveva costruito l'organo quindi la Chapel-of-Ease, Islington (ora chiesa di Santa Maria Maddalena) per quasi trent'anni fino al 1895.

## Eredità
Willis morì a Londra nel 1901. I suoi strumenti possono essere trovati in tutto il mondo, in particolare nell'ex impero britannico, e la superba voce delle sue canne unita all'eccellente manifattura meccanica possono ancora essere sperimentate su molti strumenti oggi.
Quattro generazioni della famiglia Willis hanno continuato la tradizione familiare nella costruzione di organi fino al 1997, quando Enrico Willis IV si ritirò e fu nominato il primo amministratore delegato non familiare. Il 28 novembre 1998 è stata acquisita la partecipazione totale della famiglia Willis. La società, fondata nel 1845, Henry Willis & Sons, Ltd. produce ancora organi a Liverpool.